# ダンテ・ゲイブリエル・ロセッティ
- ダンテ・ガブリエル・ロセッティ

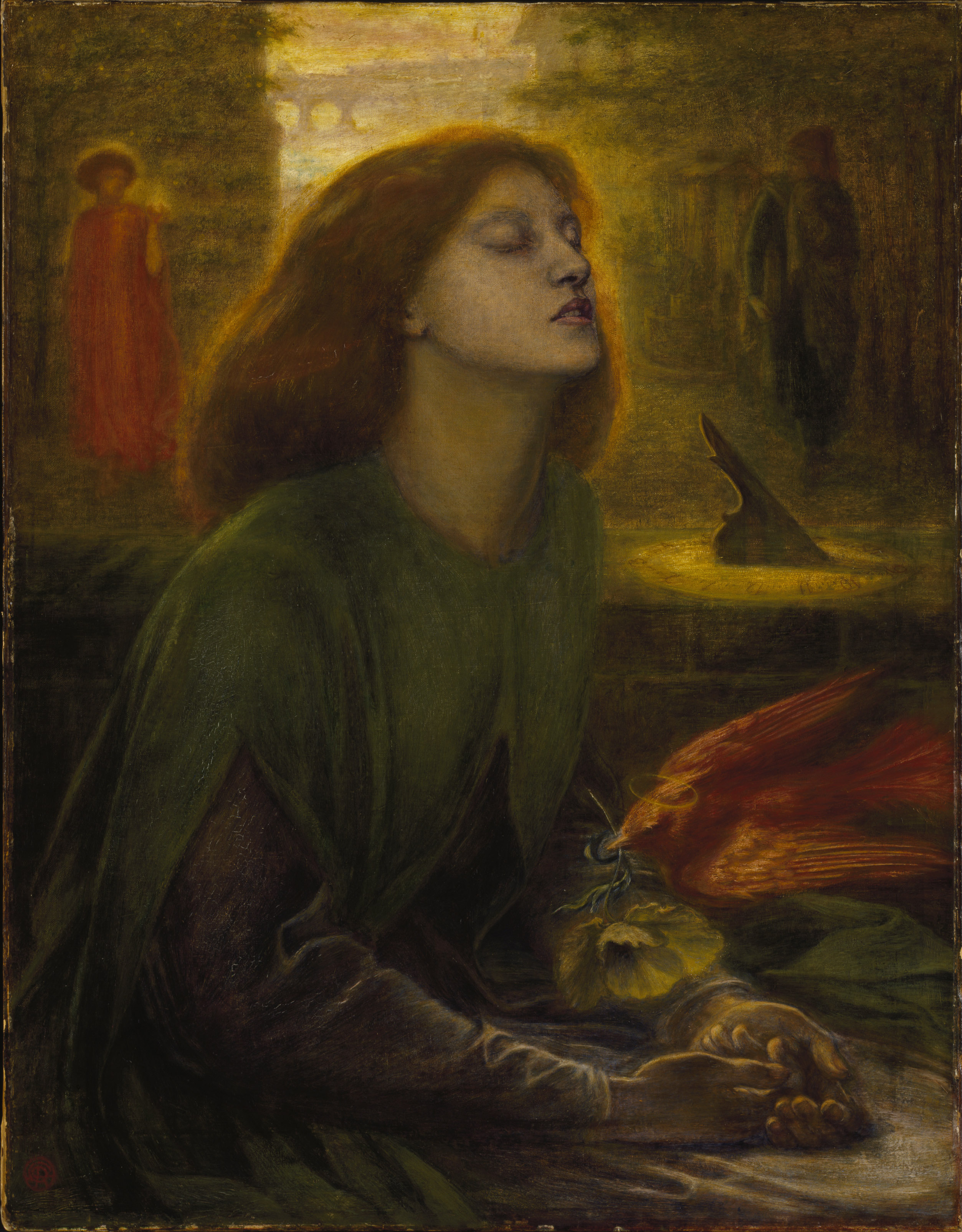
ベアタ・ベアトリクス 1863年頃 テート・ギャラリー（ロンドン）蔵

ダンテ・ゲイブリエル・ロセッティ（ロゼッティ、Dante Gabriel Rossetti [ˌdænteɪ ˌɡeɪbriəl rəˈzeti], 1828年5月12日 - 1882年4月10日）は、19世紀のイングランドの画家・詩人。ラファエル前派の一員に数えられる。詩人クリスティーナ・ロセッティの兄。姉のマリアと弟のウィリアムも著述家である。医師・作家で最初の吸血鬼小説と呼ばれる『吸血鬼』を書いたジョン・ポリドリは叔父にあたる。

## 生涯
1828年、ロンドンのシャーロット・ストリートでイタリア系移民の子として生まれる。父ガブリエーレはアブルッツォ州ヴァスト出身の詩人で著名なダンテ詩人であった。ガブリエーレは1831年に創立されたキングス・カレッジにおいてイタリア語教授として勤めていたため、ロセッティと弟ウィリアム・マイケルは1837年秋にキングス・カレッジに入学している。ロセッティは絵画と同じく文学も愛し、シェイクスピアやゲーテを読みながら5歳で戯曲『奴隷』を書くなどの才能を見せていた。絵画技法について、在学中はノリッジ派の水彩画家ジョン・セル・コットマンに師事したが、特別熱意があったわけでもなく、コットマンもまた特別目をかけていたわけではなかった。しかしながら父ガブリエーレは友人のJ.H.フリアに宛てた書簡の中で「息子は熱望する絵画の道を追求しはじめている」と書き記しており、それに応えるかのように1841年秋にキングス・カレッジを退学し、大英博物館傍の私立絵画学校ケアリーズ・アート・アカデミーに入学している。1846年、ロンドンのロイヤル・アカデミー付属美術学校に入学。1848年、同校の学生であったウィリアム・ホルマン・ハント（1827年 - 1910年）、ジョン・エヴァレット・ミレー（1829年 - 1896年）らとともに「ラファエル前派」（Pre-Raphaelite Brotherhood）を結成した。この時期から、ロセッティは有名な作品を描いている。
「ラファエル」とはイタリア・ルネサンスの巨匠であり、西洋古典絵画の代名詞とも言える画家ラファエロのことを指す。「ラファエロ以前」という言葉には、19世紀当時のアカデミーにおける古典偏重の美術教育に異を唱える意味があった。ラファエル前派に思想的な面で影響を与えたのは、同時代の思想家であり美術批評家であったジョン・ラスキンであった。ラスキンの美術に関する考えは、一言で言えば「自然をありのままに再現すべきだ」ということであった。この思想の根幹には、神の創造物である自然に完全さを見出すというラスキンの信仰があった。しかし、明確な理論をもった芸術運動ではなかったラファエル前派は長続きせず、1853年にミレーがロイヤル・アカデミーの準会員になったことなどをきっかけとして、数年後にはグループは解散した。なお、ロセッティの影響を大きく受けたエドワード・バーン＝ジョーンズ（1833年 - 1898年）など、ヴィクトリア朝イギリスの画家たちを含めて広く「ラファエル前派」ととらえる場合もある。
ロセッティは、他のラファエル前派の画家たち同様、聖書、伝説、文学などに題材を求めた作品を多く描いたが、技法的には仲間の他の画家たちのような徹底した細密描写は得意でなかった。また、人物像の解剖学的把握にもやや難があり、全体として装飾的・耽美的な画面構成の作品が多い。
ロセッティの生涯はエリザベス・シダルとジェーン・バーデンという2人の女性と関連づけて述べられることが多い。この2人の女性とロセッティとの関係は複雑であるが、ロセッティの芸術を語る上で避けて通れない事項でもあり、以下に概略を述べることとする。エリザベス・シダルは長い婚約期間の後、ロセッティの妻となった女性で、ロセッティの代表作の一つである『ベアタ・ベアトリクス』の、またミレーの代表作『オフィーリア』やハントのモデルも務めた女性である。
一方のジェーン・バーデンは、19世紀イギリスの装飾芸術家・デザイナーとして著名なウィリアム・モリス（1834年－1896年）の妻となった女性であり、冥界の王プルートーと無理矢理結婚させられた女性を描いた『プロセルピナ』をはじめとするロセッティの多くの絵でモデルを務めている。また、101篇からなるソネット集『生命の家 The House of Life』（1871年）にも謳われている。ジェーンはロセッティが終生追い求めた理想の女性であったとされ、男を破滅に追いやる「ファム・ファタル」（femme fatale＝運命の女）の一例とされている。
ロセッティがジェーン・バーデンに出会ったのは1857年、ウィリアム・モリスらの仲間とともに、アーサー王伝説に登場する王妃グィネヴィアの壁画を制作中の時であった。当初、壁画はエリザベス・シダルをモデルに制作されていたが制作に難航し、気分転換にと出向いたロンドンの下町の劇場で、ロセッティらはやはり観劇に訪れていたジェーンを見出した。当時、ロセッティはエリザベスと婚約していたが、ロセッティとジェーンは互いに惹かれるものがあったようで、以後、ロセッティの作品にはしばしばジェーンがモデルとして登場するようになる。繊細で病気がちな女性だったと言われているエリザベスにとって、ジェーンの存在は激しい心痛の種となった。
結局、ジェーンはロセッティの弟子にあたるウィリアム・モリスと結婚し、ロセッティは婚約者のエリザベスと予定どおり結婚した。しかし、これら2組のカップルの結婚生活はともに幸福なものではなく、ロセッティの、人妻になったジェーンに対する思慕は止むことはなかったと言われる。冷え切った夫婦関係や女児の死産に心を痛めたエリザベスは、薬に溺れるようになり、結婚2年目のある日、大量の薬を服用して自殺同然の死を遂げた。彼女の死を悼んだロセッティによって描かれたのが、前出の『ベアタ・ベアトリクス』である。ロセッティはその後も絵画制作を続け、世間的な成功は得たものの、人妻への思慕と自分の妻への罪悪感にさいなまれて次第に心身を病み、1872年には自殺を図ったこともあった。晩年は酒と薬に溺れる生活で、不眠症のため真夜中にロウソクの灯りで絵を描いていたという。
ロセッティは1882年、ケント州バーチントン（現在のバーチントン・オン・シー）で失意のうちにブライト病により54歳の生涯を終え、同地に埋葬された。

## 代表作
- 受胎告知（1850年）（テート・ギャラリー）
- ベアタ・ベアトリクス（1863年－1870年）（テート・ギャラリー）
- プロセルピナ（1873年－1877年）（テート・ギャラリー）

## ギャラリー

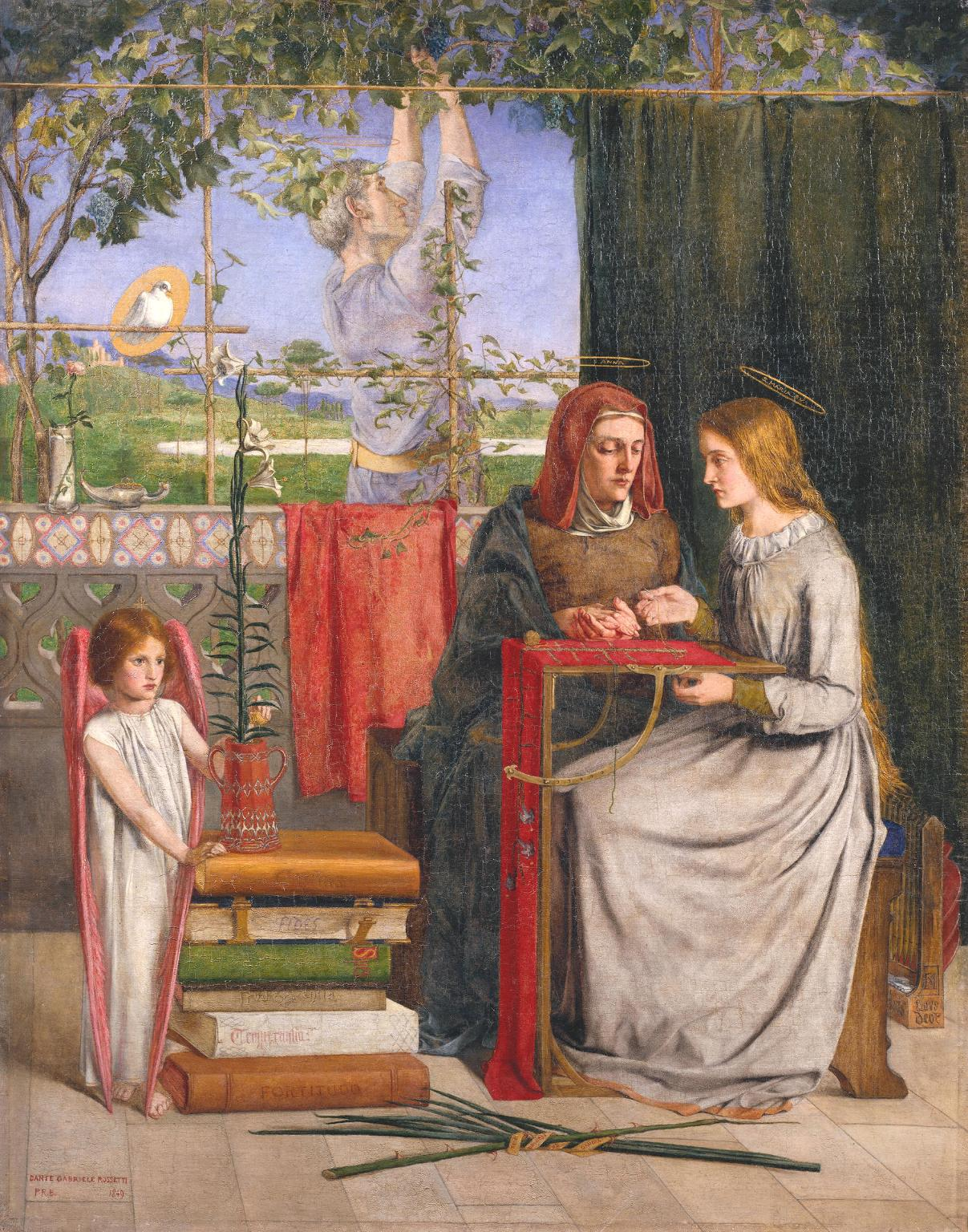
聖母マリアの少女時代（1849年）
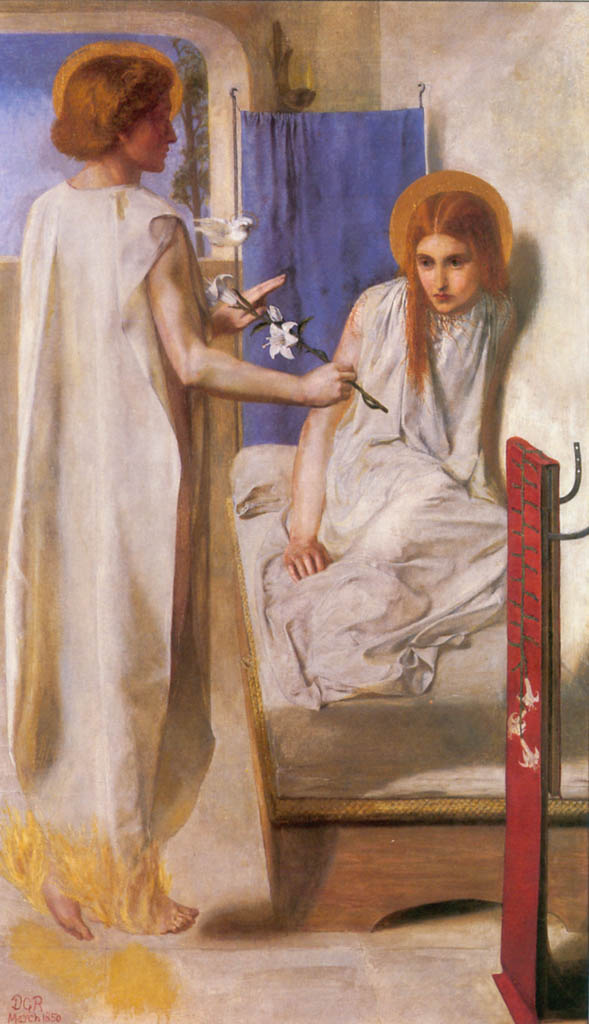
受胎告知（1850年）
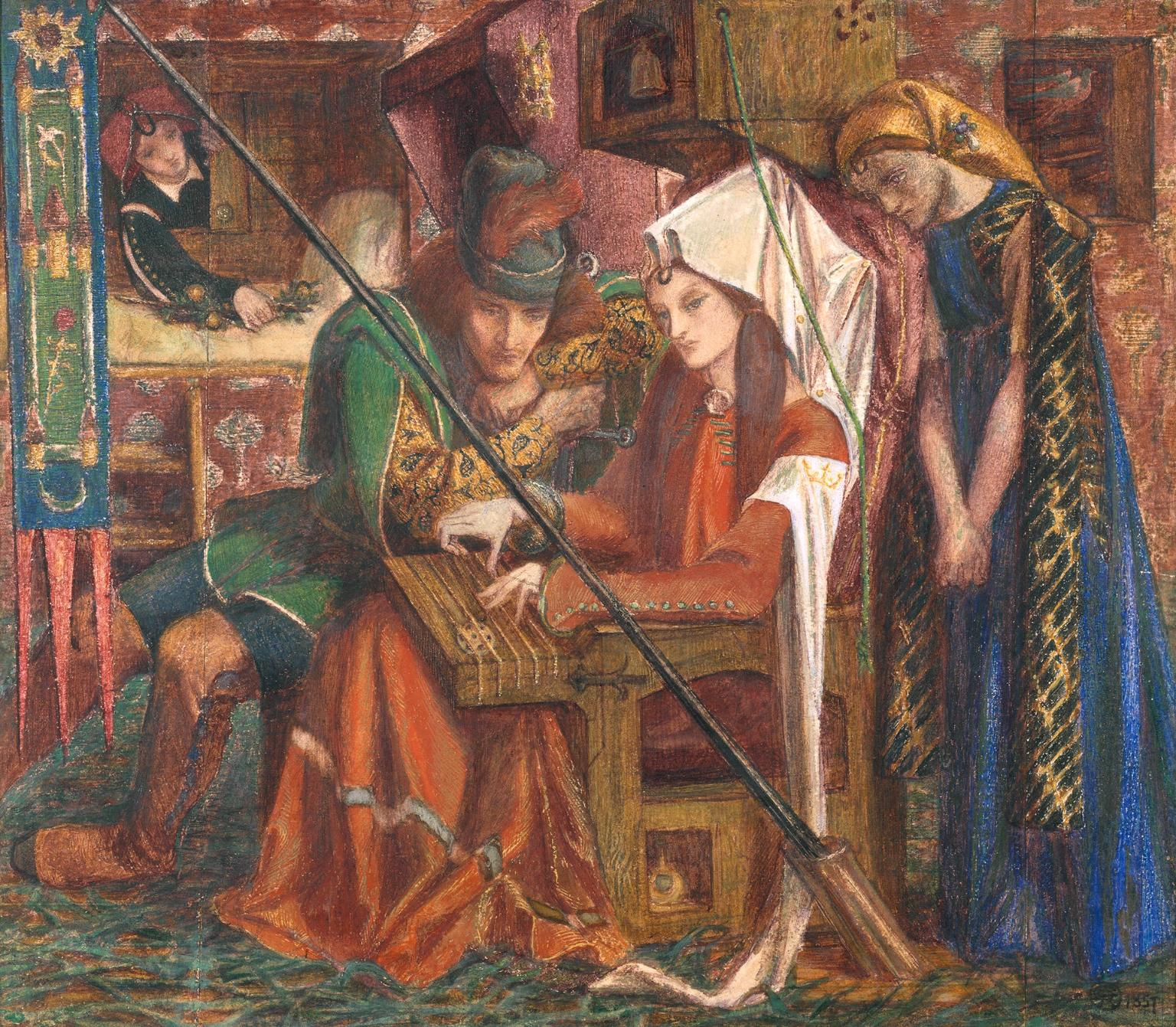
7つの塔の歌(1857年)水彩画
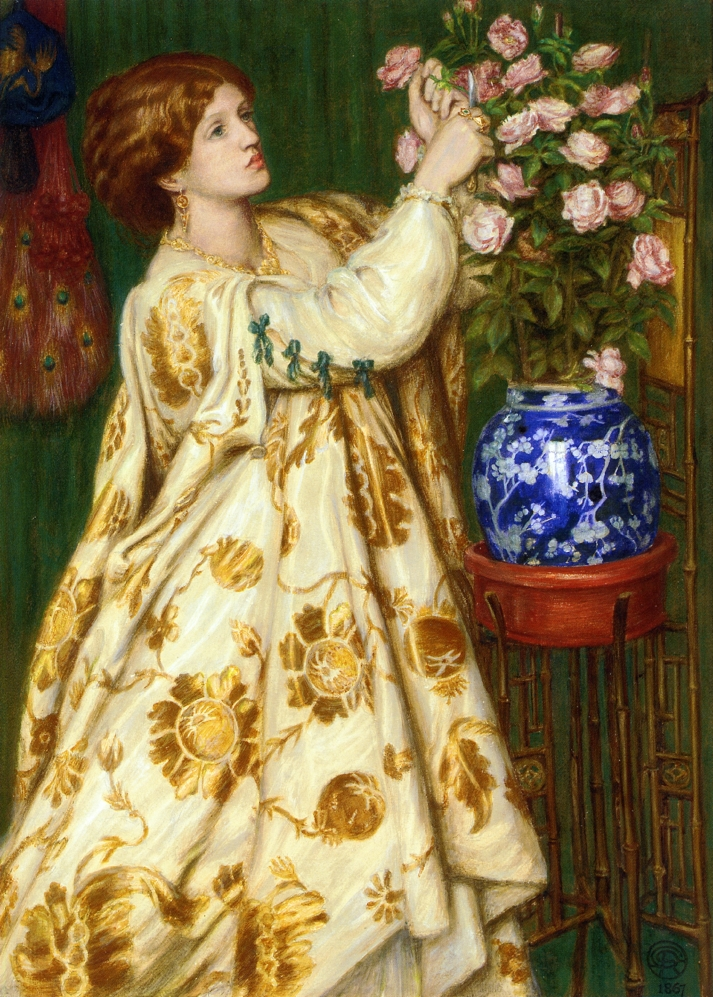
モナ・ローザ （1867年）
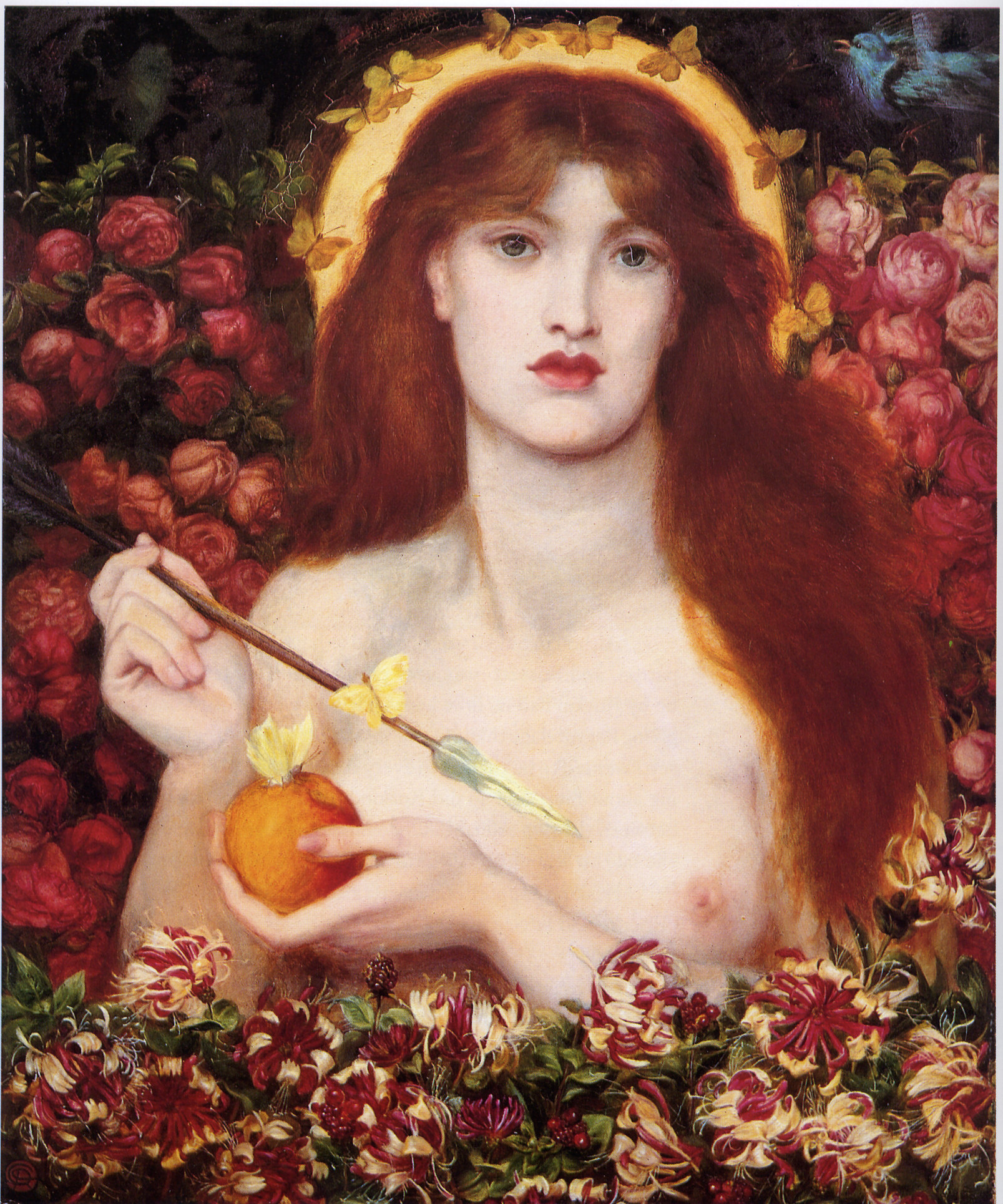
魔性のヴィーナス（1864-68年ごろ）
レディ・リリス（1868年）
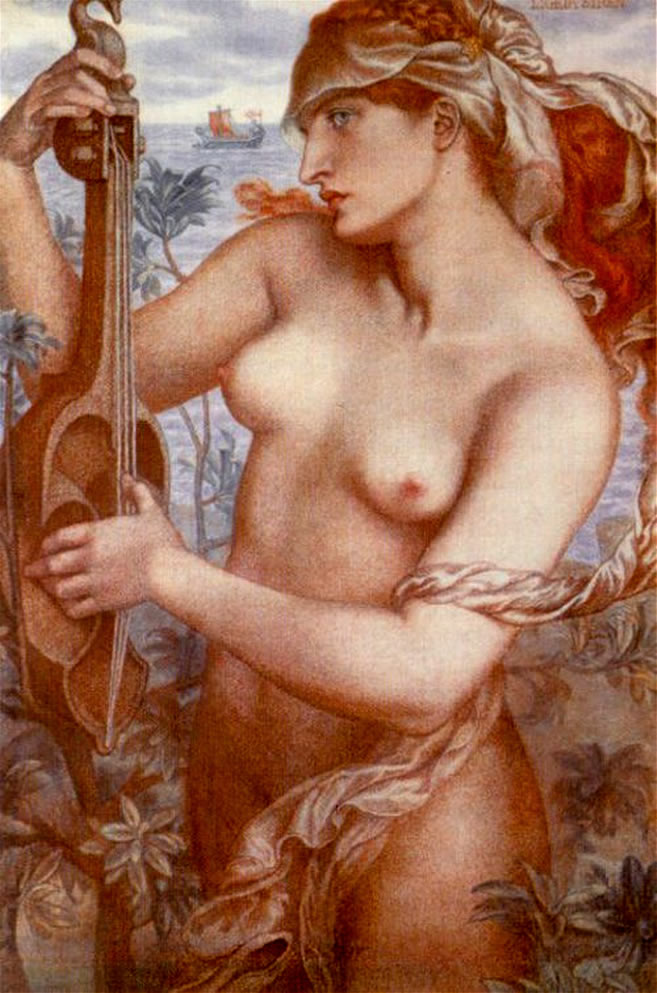
リゲイア・サイレン(1873年)色チョーク画
プロセルピナ（1873-1877年）
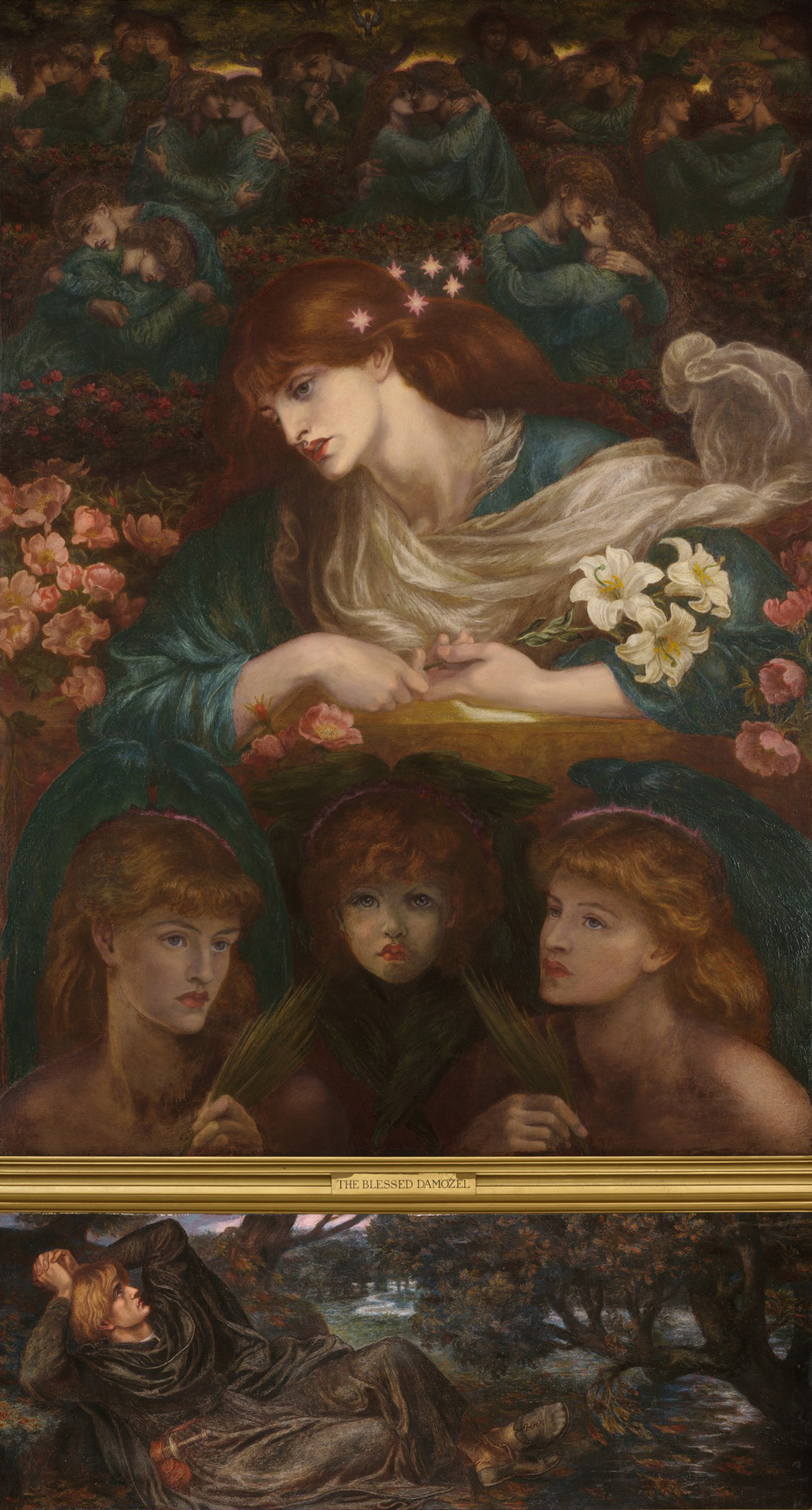
祝福された乙女（天つ乙女）"The Blessed Damozel"（1875–1878年）
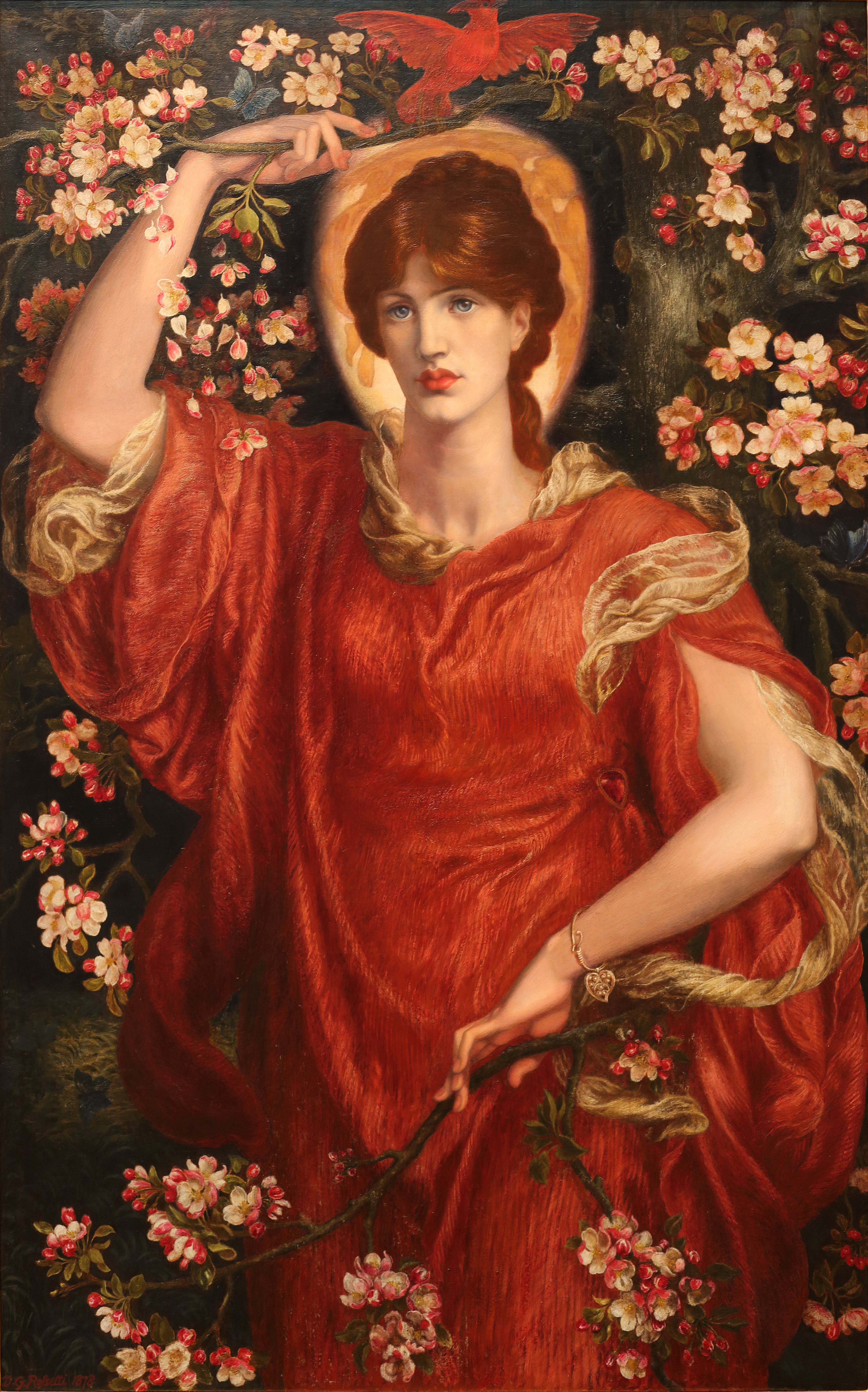
フィアメッタの幻（1878年）
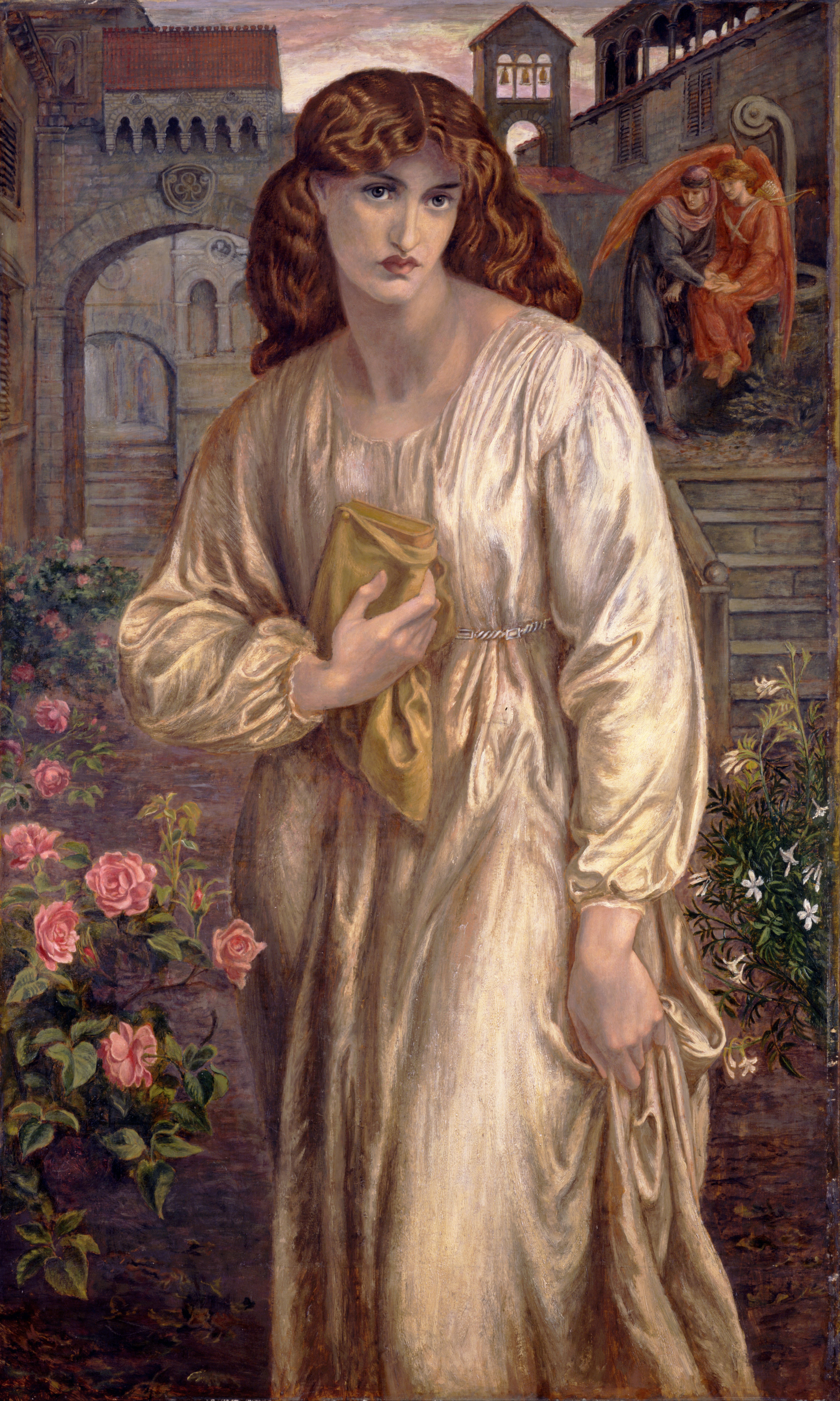
ベアトリスのあいさつ（1880–1881年）

## 和書

### 著書
- 『ロゼツチ詩集』渡辺康夫訳 聚英閣 泰西詩人叢書 1925年
- 『ロセッティ小曲 『生の家』より』森亮訳著、文華書院 1980年
- 『いのちの家』伊藤勳訳 書肆山田 2012年
- 『D.G.ロセッティ作品集』南條竹則・松村伸一編訳 岩波文庫 2015年

### 画集
- アリシア・クレイグ・ファクソン（英語版）『ロセッティ画集』 河村錠一郎・占部敏子訳 リブロポート 1993年
- 『ロセッティ アサヒグラフ別冊美術特集 西洋編29』朝日新聞社 1994年
- デイヴィッド・ロジャーズ『ロセッティ』湊典子訳 西村書店「アート・ライブラリー」 2001年
- 『ロセッティとラファエル前派』松下由里解説、六耀社 2006年

### 伝記
- ジャック・ド・ラングラード『D.G.ロセッティ』山崎庸一郎・中条省平共訳 みすず書房 1990年
- 谷田博幸『ロセッティ：ラファエル前派を超えて』平凡社、1993年。ISBN 9784582652031。